# Cèl·lules Jurkat
Les cèl·lules Jurkat són una  línia immortalitzada de limfòcit T humans emprades en l'estudi de la leucèmia aguda de cèl·lules T, la senyalització de cèl·lules T i l'expressió de diversos receptors de quimiocines susceptibles per a l'entrada de virus, particularment el VIH. Les cèl·lules Jurkat tenen la capacitat de produir interleucina 2 i s'utilitzen en la recerca relacionada amb la susceptibilitat del càncer a fàrmacs i radiacions.

## Història
La línia cel·lular Jurkat (originalment anomenada JM) es va establir a finals dels anys 70 a partir de la sang perifèrica d'un nen de 14 anys amb leucèmia  limfocítica T. Es poden obtenir diferents derivats de la línia cel·lular de Jurkat mutats per no tenir certs gens dels bancs de cultiu cel·lular.

## Exemples de línies derivades de les Jurkat
- La línia cel·lular JCaM1.6 és deficitària en l'activitat de Lck kinasa a causa de la supressió d'una part del gen LCK (exó 7) del transcrit de LCK.
- Les cèl·lules J.RT3-T3.5 tenen una mutació al locus de la cadena beta del receptor de linfòcits T que impedeixen l'expressió d'aquesta cadena. Això afecta les cèl·lules de diverses maneres; no expressen CD3 superficial ni produeixen heterodímer alfa/beta del receptor de linfòcits T. Com que són deficitàries en el complex TCR, aquestes cèl·lules són una eina útil per a estudis de transfecció que utilitzen el receptor de linfòcits T alfa i gens de cadena beta i s'utilitzen àmpliament en laboratoris en què s'estudien les tecnologies de transferència de gens del receptor de  cèl·lules T.
- Les línies cel·lulars I 9.2 i I 2.1. La línia cel·lular I 2.1 és funcionalment defectuosa per a FADD i la línia cel·lular I 9.2 és funcionalment defectuosa per a la caspasa-8, ambdues molècules defectuoses essencials per a l'apoptosi o la necroptosi de les cèl·lules.
- La línia cel·lular D1.1 no expressa la molècula CD4, un co-receptor important en la via d'activació de les cèl·lules T auxiliars.
- La sublínia J.gamma1 no conté cap proteïna fosfolipasa C-gamma1 (PLC-γ1) detectable i, per tant, té profunds defectes en la mobilització de calci del receptor de les cèl·lules T (TCR) i l'activació del factor nuclear de les cèl·lules T activades (NFAT, un important factor de transcripció en linfòcits T).
- El J-Lat conté provirus VIH integrats, però transcripcionalment latents, en els quals el GFP substitueix la seqüència de codificació nef i una mutació de frame-shift en env.

## Contaminacions de la línia
S'ha vist que sovint les cèl·lules Jurkat repliquen un virus de leucèmia murina xenotròpica (X-MLV) (anomenat XMRV) que podria afectar els resultats experimentals. No hi ha proves que aquest virus pugui infectar humans. Aquesta infecció també pot canviar la virulència i el tropisme del virus mitjançant la barreja fenotípica i/o la recombinació.